# Барабаш

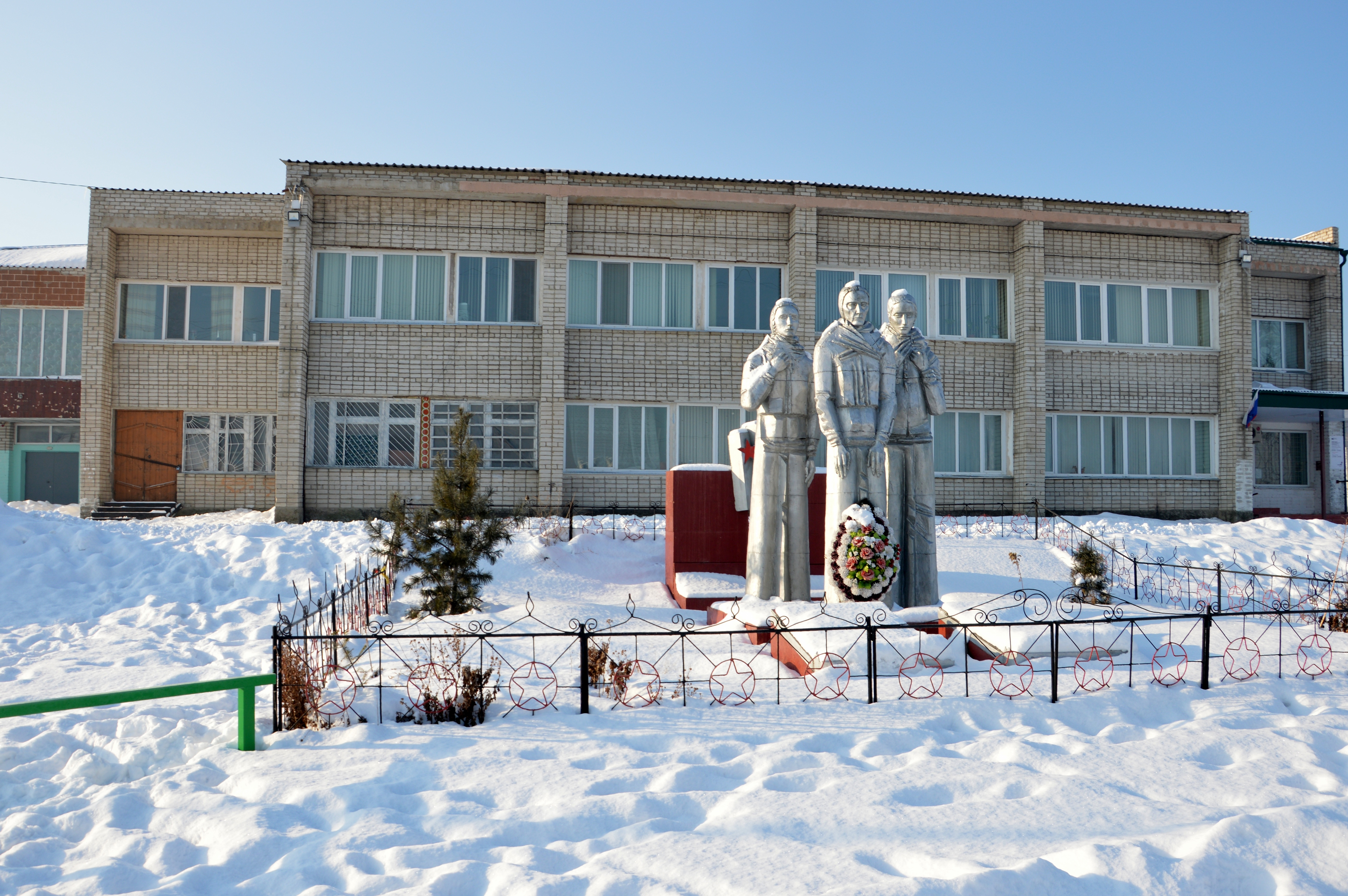
Здание администрации с. Барабаш

Бараба́ш — крупнейшее село в Хасанском районе Приморского края. С 31 мая 1937 года по 7 мая 1947 года было центром Барабашского района. Ныне — административный центр Барабашского сельского поселения.

## История
Основано в 1884 году, названо в честь генерала от инфантерии, сенатора Барабаша Якова Фёдоровича, который в то время был председателем совместной комиссии по уточнению русско-китайской границы в Южно-Уссурийском крае.
В советское время посёлок Барабаш являлся центром 107-го УРа.
На барабашском полевом аэродроме была размещена во время конфликта на Озере Хасан 31-я отдельная истребительная авиационная эскадрилья.

## География
Барабаш расположен на реке Барабашевка. До 1972 года название реки «Мангугай», что в переводе с китайского означает «монгольская деревня», в 15 км от её устья.
Окружен территорией национального парка «Земля леопарда», режимный статус которого вызывает недовольство местного населения.

## Транспорт
Через село проходит автомобильная трасса А189 Раздольное — Хасан. Расстояние до райцентра, посёлка Славянка, по дороге составляет 48 км, до Владивостока — 128 км. Ближайшая железнодорожная станция Приморская расположена в 14 км к востоку, в посёлке Приморский. Существует 2 автодороги местного значения. Барабаш-Овчинниково и Барабаш-Приморский

## Население
| 1897  | 1899  | 1915  | 1923  | 1926 | 1939  | 2002  |
| ----- | ----- | ----- | ----- | ---- | ----- | ----- |
| 1646  | ↘1635 | ↘458  | ↗733  | ↗832 | ↗3161 | ↗3691 |
| 2005  | 2006  | 2010  | 2021  |      |       |       |
| ↗3915 | ↘3876 | ↗5691 | ↘2269 |      |       |       |

Население по переписи 2002 года составило 3691 человек, из которых 54,8 % мужчин и 45,2 % женщин.

## Известные уроженцы
- Виктор Суворов (Владимир Богданович Резун) (род. 1947) — писатель, бывший сотрудник ГРУ СССР, невозвращенец.